# Rasputin (film 1996)
Rasputin (ang. Rasputin: Dark Servant of Destiny) – amerykańsko-węgierski telewizyjny film biograficzny z 1996 roku w reżyserii Uli Edela. Tematem filmu są dzieje słynnego Grigorija Rasputina. Zdjęcia kręcono w Petersburgu i Budapeszcie.

## Obsada
- Alan Rickman - Rasputin
- Greta Scacchi - caryca Alexandra
- Ian McKellen - car Mikołaj II
- David Warner - doktor Dotkin
- Sheila Ruskin - księżniczka Marisa
- Freddie Findlay - carewicz Aleksiej
- John Wood - premier Piotr Stołypin
- Patricia Kovács - wielka księżna Anastazja
- James Frain - Prince Felix Yusupov
- John Turner - Wielki książę Serge
- Miklós Székely B. - Człowiek w Syberii
- Anatoli Slivnikov - Strażnik pałacowy
- László Sinkó - generał
- Diana Quick - wielka księżna Ella
- András Komlós - starszy człowiek